# Domenico Criscito
Domenico "Mimmo" Criscito, född 30 december 1986, är en italiensk före detta fotbollsspelare.

## Klubbkarriär
Criscito är född i södra Italien, men flyttade norrut vid 13 års ålder för att kunna fortsätta sin fotbollskarriär. Han började sin proffskarriär i Genoa CFC, där han gjorde debut i juni 2003 när han var 16 år. Sommaren 2004 sålde Genoa CFC 50% av sitt kontrakt till Juventus FC.
Criscito spelade för Juventus ungdomslag tillsammans med sina italienska U-21-kamrater Claudio Marchisio, Paolo De Ceglie och Sebastian Giovinco. Under säsongen 2006/07 återvände Criscito till Genoa CFC och etablerade sig som en av de bästa unga försvararna i Serie B. I januari 2007 köpte Juventus återstående 50% av hans kontrakt till ett sammanlagt pris på 7,5 miljoner euro.
Criscito gjorde Serie A-debut med Juventus den 25 augusti 2007 i en match mot Livorno, där Juventus vann med hela 5-1. Criscito hade det dock svårt i klubben och ansågs spela "för mjukt" efter att Francesco Totti gjort två mål på sex minuter i september. Matchen sluttade 2-2 och Criscito blev utbytt i halvlek. Sen dess befann han sig efter Nicola Legrottaglie och Giorgio Chiellini i rangordningen.
Eftersom han inte ville stanna kvar på bänken valde han att gå tillbaks till Genoa CFC på lån i början på vintertranferfönstret. Under sommaren 2008 skickades han på lån till Genoa CFC igen. I februari 2009 gjorde han sitt första mål sedan hade återvänt till Genoa CFC, då han blev matchvinnare mot US Palermo. Hans delägarskap hade permanentats för säsongen 2009/2010. Säsongen 2009/2010 var Criscito ordinarie som vänsterback i Genoa CFC. I september 2010 mot Napoli fick Criscito rött kort för påståtts svära åt domaren efter att straffas för en tackling på Napoli spelaren Christian Maggio.
Den 27 juni 2011 blev det klart att Criscito flyttar från Genoa till ryska Zenit St. Petersburg. Media spekulerade i att han kostade mellan 10 och 15 miljoner euro. Criscito skrev på ett kontrakt över fem år och anslöt till de ryska mästarna 8 juli 2011.
I november 2022 meddelade Criscito att han avslutade sin fotbollskarriär.

## Landslagskarriär
Den 14 november 2006 gjorde Criscito debut för Italiens U-21-landslag i en match mot Tjeckien. Han var uttagen i U21-EM både 2007 och 2009. 2008 representerade han även Italien i OS.
Den 12 augusti 2009 gjorde han sin A-landslagsdebut i en vänskapsmatch mot Schweiz i Basel. Efter en lovande säsong utsågs han i Marcello Lippis 23-manstrupp till Fotbolls-VM 2010, där han var ordinarie vänsterback.